# Poezja Jima Morrisona
Poezja Jima Morrisona od wczesnych lat stanowiła rzeczywistą ambicję gwiazdy rocka. Powstawała dość wcześnie, jeszcze w licealnych latach poety, który tworzył ją do końca życia, nawet w okresie wycofania się z branży muzycznej i życia publicznego. Dorobek literacki Morrisona liczy 4 poematy i 5 zbiorów poezji, pisanych wierszem wolnym oraz prozą poetycką. Współcześnie wiersze te nabierają coraz bardziej na znaczeniu (za życia autora stały one w cieniu jego scenicznej kariery), a Morrisona powszechnie zwykło się zaliczać do grona tzw. poetów przeklętych. Jego poezja często wykorzystywana bywa jako kontekst do literatury romantycznej czy modernistycznej, np. w książce Włodzimierza Szturca, O obrotach sfer romantycznych czy w eseju Heroiczna zoomorfia. Jest ona jednocześnie niemożliwa do jednoznacznej klasyfikacji, choć zdradza pewne silne więzi z twórczością surrealistów oraz tzw. poetów konfesyjnych. Większość wierszy zostało napisanych pod bezpośrednim wpływem alkoholu (zwłaszcza whiskey), dlatego ich poetykę określa się mianem halucynozy oraz majaczeń podmiotu. Morrison od wczesnej młodości pisał wiersze, które zgromadził w setkach prywatnych notatników. Proces powstawania jednego wiersza był bardzo długi; Jim wielokrotnie przepisywał, zmieniał, uzupełniał (często w teksty poboczne, które stanowią problem dla współczesnych wydawców jego tomików poezji) oraz łączył poszczególne frazy. Najwcześniejszym znanym utworem jest Horse Latitude, wiersz napisany jeszcze w latach licealnych, który Morrison bez powodzenia próbował wydrukować w pismach literackich. Ostatecznie tekst ten, w nieco zmienionej wersji, znalazł się na płycie Strange Days z 1967.
Za życia Morrisona wydano zaledwie trzy zbiory jego poezji: dwa poematy The Lords (nakład 100 egz.) i the New Creatures oraz An American Prayer (500 egz.). Do ich wydania doszło zupełnie przypadkowo, podczas spotkania z poetą amerykańskim, jednym z mentorów ruchu beatnikowskiego Michaelem McClure’em oraz jego agentem Mikiem Hamilburgem. McClure wspomina o oporach Morrisona co do wydania zgromadzonej w notatnikach sporej ilości swoich wierszy. Zdaniem beatnikowskiego pisarza, Jim obawiał się odczytywania jego twórczości poetyckiej w kontekście kariery muzycznego „boga seksu”, a co za tym idzie – skrajnego przyjęcia tomików bez chęci zrozumienia ich treści. Ostatecznie dwa poematy: The Lords i The New Creatures ukazały się drukiem dzięki wstawiennictwu Pameli Courson, dziewczyny autora. An American Prayer ukazało się w stosunkowo niewielkim nakładzie dopiero w lecie 1970, a następnie w formie recytacji na płycie z listopada 1978.
Wkrótce po pierwszych wydaniach dwóch poematów (w późniejszym czasie figurowały jako jedno dzieło, The Lords and The New Creatures) wiosną 1969, okazało się, że obawy Morrisona nie były bezzasadne; utwory nie spotkały się praktycznie z żadnym odzewem ze strony renomowanych pism czy poważanych krytyków literackich. Michael McClure napisał wówczas: „Wszyscy bali się mówić o jego wierszach, bo był gwiazdą rocka”. Jedną z niewielu recenzji zamieścił jedynie Rolling Stone, magazyn o charakterze zdecydowanie bardziej muzycznym niż literackim. Reszta dzieł Morrisona została zebrana z notatników należących do ojca Pameli, Columbusa Corky’ego Coursona, i wydana w 1988 jako Wilderness.
Morrison, chcąc oddzielić karierę wokalisty od kariery poety, nakazał wydawcom podpisywać swoje zbiory wierszy imionami: James Douglas. Wymienione tomiki dedykowane były fikcyjnej Pameli Susan, którą w rzeczywistości była Pamela Courson. The Doors już w trzyosobowym składzie wydali płytę An American Prayer zawierającą recytacje Morrisona ilustrowane jazzowym podkładem muzycznym. Jim często wplatał jednak w swoje piosenki odczyty luźnych fragmentów wierszy, np. w Peace Frog czy Not to Touch the Earth. Utworem wydanym za życia Morrisona, będącym w pełni recytacją był wspomniany wyżej Horse Latitudes z albumu Strange Days. Bliski aktorskiej recytacji był również sam styl wokalny Morrisona.

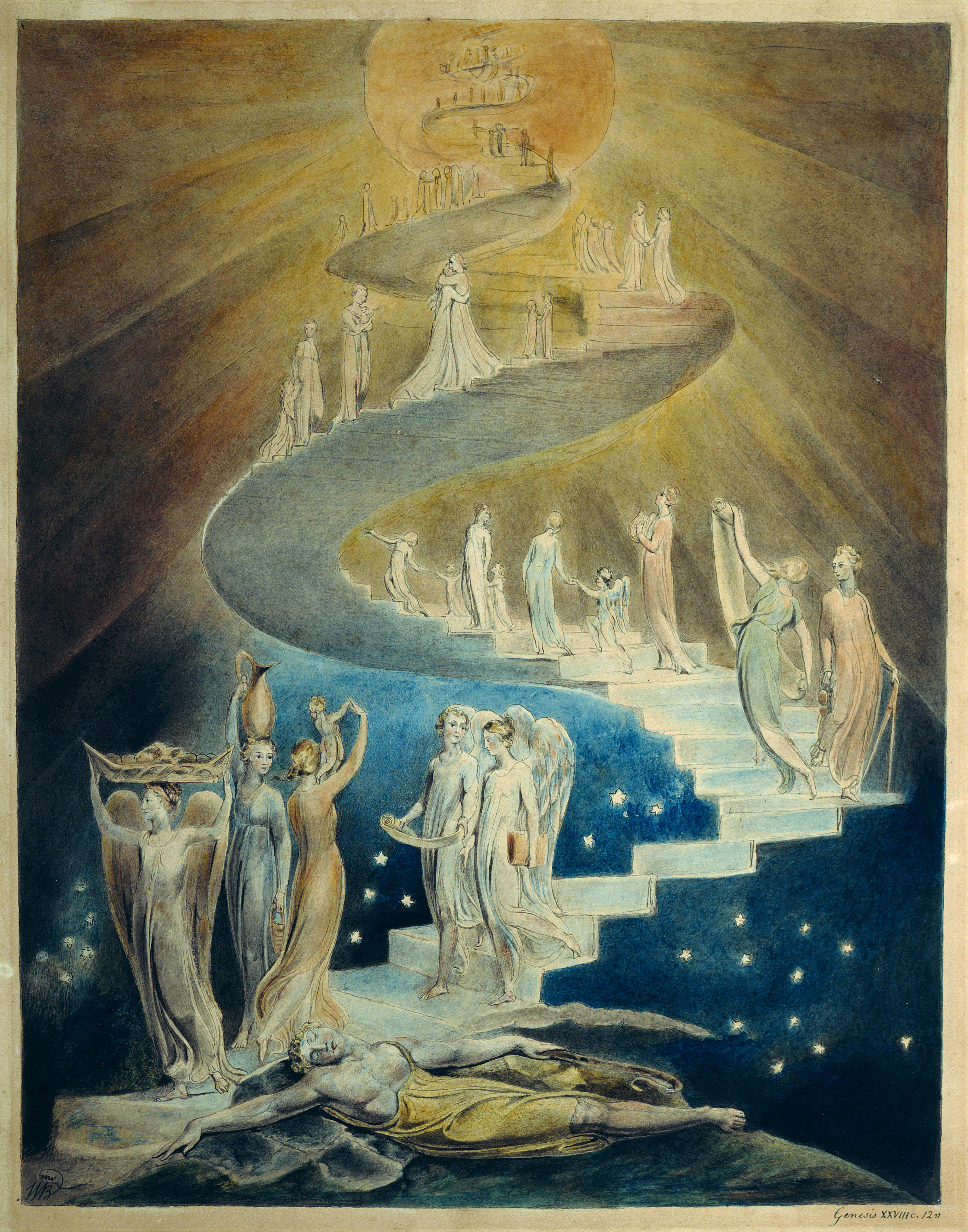
Drabina Jakubowa, obraz jednego z mistrzów Morrisona, Williama Blake’a. Morrison często powtarzał, że celem jego poezji jest odnajdywanie szerszych rejestrów poznania. W piosence End of the Night śpiewał: „Wyrusz tam, gdzie życie świtem jest; gdzie jest nocy kres”

Już za życia Morrison starał się określić znaczenie i odrębność swojej poezji. Jak często mawiał autor, miała być ona Drzwiami pomiędzy znanym a nieznanym, służyła odhaczaniu możliwości, poszerzaniu ludzkiej percepcji, odrzucaniu pozorów i kłamstw życia społecznego, przebudzeniu i ukazywaniu szeroko pojętej prawdy ludzkiej egzystencji.

## Beatnikowskie korzenie poezji Morrisona
Jim Morrison jako poeta od samego początku pozostawał pod wyraźnym wpływem ruchu artystycznego określanego jako Beat Generation, którego rozkwit przypadł na wczesną młodość twórcy. Biografowie zauważają, że pierwszą książką, jaka zdefiniowała poglądy twórcze przyszłego poety była powieść Jacka Kerouaca, W drodze (1957). Prócz tego pierwszymi literackimi idolami Jima byli tacy beatnikowscy autorzy jak: Lawrence Ferlinghetti, Allen Ginsberg, William S. Burroughs, Bob Dylan, Kenneth Rexroth, Gregory Corso, Kenneth Patchen, Michael McClure czy Neal Cassady.
Morrison czytał również Life Against Death Normana Browna, Studs Lonigan Jamesa Farrella oraz Outsidera Colina Wilsona.
Włodzimierz Szturc wskazuje również na znaczącą rolę fascynacji Morrisona rocznikiem '59, czyli tzw. szkołą nowojorską – tutaj: Frankiem O’Harą czy Larrym Riversem; ich panseksualizmem czy sadyzmem.
Wierszem, który sugestywnie obrazuje fascynację Morrisona ruchem Beat Generation jest utwór Nawaleni niepokalanie z poematu An American Prayer (1978).

## Charakterystyka

### Wiersze i piosenki
Biografowie Jima Morrisona zauważają w jego wierszach często narzucającą się metaforykę akwatyczną („morze”, „cisza morska”, „odmęty”, utwór Horse Latitude) i dość konsekwentne łączenie jej z pojęciami duchowej metamorfozy, a przede wszystkim śmierci. Danny Sugerman i Jerry Hopkins tłumaczą to rzekomym obsesyjnym lękiem Jima przez zatonięciem w wodzie, podobnie jak Edgar Allan Poe przekładał swoje lęki przed pogrzebaniem żywcem na język prozy.
Poezja Jima silnie inspirowana była romantyzmem, którym w latach studenckich fascynował się amerykański poeta. Morrison korzystał z oszczędności języka, lubując się jednocześnie w zawiłych, surrealistycznych metaforach. Zarówno jego twórczość, jak i wizerunek silnie inspirowane były filozofią Friedricha Nietzschego, co przejawia się zwłaszcza w ekspresyjnych manifestacjach Jima: I am Lizard King, I can do anything (Król Jaszczur jestem, zrobię co zechcę), You are the ones who will rule the world (Wybrane jesteście, by rządzić na świecie). Krzykliwa autokreacja poety na nadczłowieka ucicha jednak wraz z albumem The Soft Parade, gdzie w piosence tytułowej słyszymy: Can you find me a soft asylum, I can’t make it anymore (Znajdź mi, proszę, dom wariatów; biec już dalej nie mam sił). Zwątpienie patronuje również większości tekstów z ostatniego albumu L.A. Woman, w którym nie na darmo muzycy zmienili konwencję na bluesową, np.: Now, why don’t one of you people c’mon and set me free? (Może któryś z was, cholera, zechce pomóc mi?) Pod tym względem ciekawie wypada piosenka Universal Mind, która w kreację „nadczłowieka” wpisuje jednoczesne odczuwanie wolności, siły, ale również związane z nim zniewolenie.

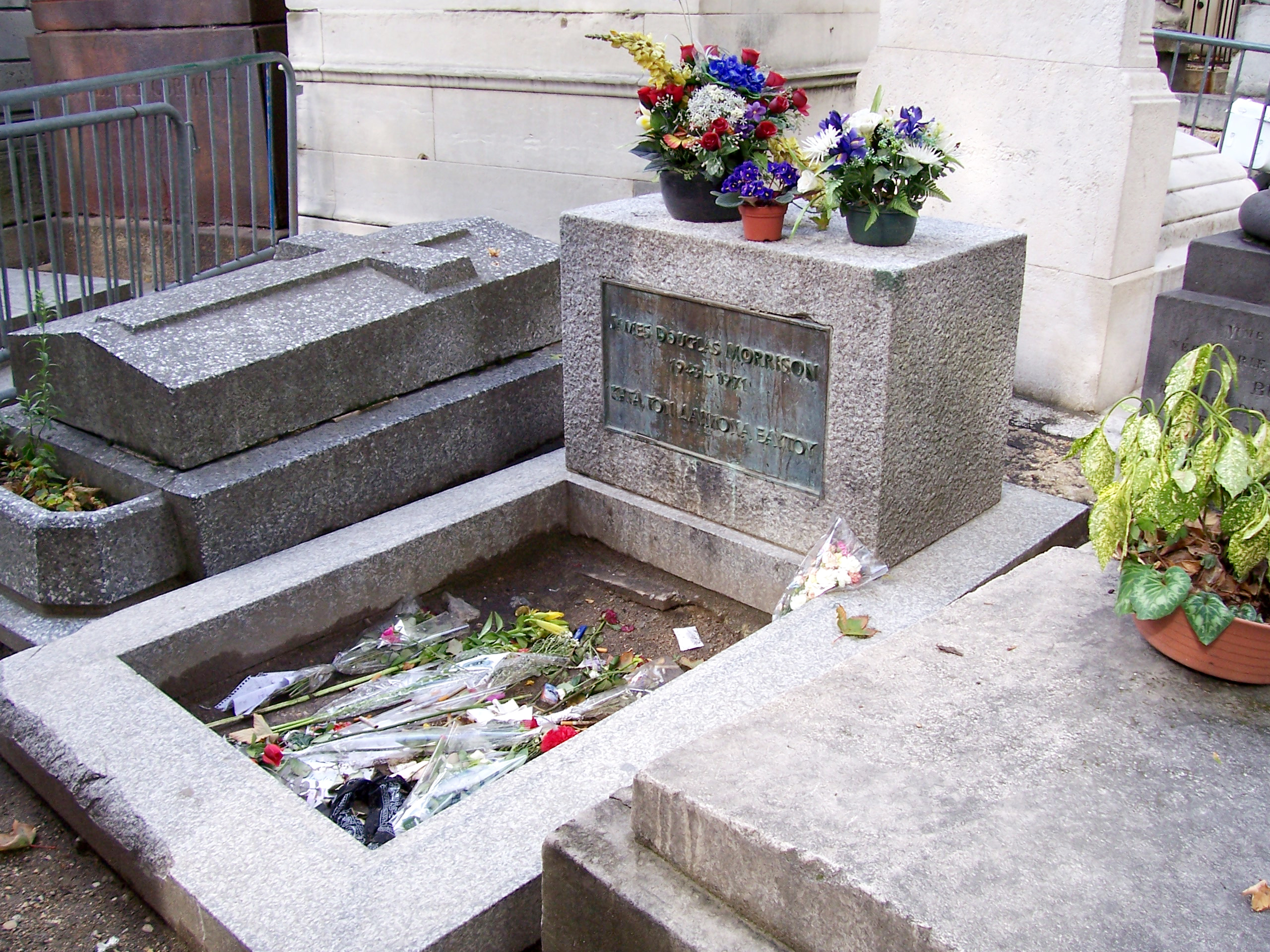
Grób Jima Morrisona w „Zakątku poetów” na Pere Lachaise, w Paryżu

Morrison otwarcie przyznawał się do przynależności do kręgu poetów natchnionych przez twórczość Williama Blake’a, choć badacze literatury łączą go raczej z narkotyczną poezją George Crabbe’a oraz wizyjnymi pejzażami Williama Wordswortha. Morrisona z Blakiem łączy niewątpliwie kult prawdy objawionej oraz wyraźnie negatywny stosunek do miasta, jako przestrzeni pozbawionej wartości moralnych, rządzonej przez wyzysk i nieufność. Od Arthura Rimbauda wziął z kolei zainteresowanie zepsuciem człowieka oraz wizjami współczesnej Sodomy. Poeta fascynował się również pokładami zła w umyśle ludzkim (Riders on the Storm, Autostopowicz), uznając skłonność do przemocy i okrucieństwa za podstawowy rys amerykańskiego społeczeństwa. Ten element jego poezji silnie związany był z prozą XIX wiecznych naturalistów, tj. Émile Zola czy Honoriusz Balzac. Z drugiej zaś strony w kreację człowieka z jego wierszy wpisana jest Dzikość (Krzycz z Dzikości, krzycz z gorączki) rozumiana jako podświadome braterstwo z naturą, stanem pierwotnym, spontanicznym, nieskrępowanym nakazami kultury, wyrazem własnej osobowości. Stąd często przywoływane obrazy Indian (Mokre sny króla Azteków, Duchy Indian gromadzą się w kruchej skorupce głowy dziecka) oraz pogańskich rytuałów.
Poezja Jima Morrisona zdradza przy tym charakter wybitnie narodowy; wskazują na to już choćby same tytuły utworów, American Night (Amerykańska noc), An American Prayer (Amerykańska modlitwa), An American Pastoral (Amerykańska sielanka), L’America. Morrison przez całe twórcze życie starał się określić miejsce współczesnych Amerykan; przybierając postać „zabójcy na drodze” przemierzał mentalny krajobraz Stanów Zjednoczonych, aby odkryć jej duchowość i związek z rdzenną tradycją Ameryki.

Amerykański chłopiec, co powiecie?

Amerykańska dziewczyna, czujecie?

Najpiękniejsze stworzenia na świecie.

Dzieci pogromców Indian z pogranicza.

Nadzy o północy jak przyroda dziewicza.

Na uwagę zasługują również erotyki Morrisona, które snują fantastyczne wizje miłości opartej na doświadczeniach narkotycznych (Cristal Ship, Moonlight Drive), wspólne zagubienie kochanków w nieznanych, wrogich obszarach czy też odsłonięcie maski osobowości i konwenansów społecznych (Easy Ride). Inne wiersze i piosenki Morrisona prezentowały obraz wybujałego, zwierzęcego popędu seksualnego jako pierwotnego i najpotężniejszego bólu egzystencjalnego; szokowały tym samym współczesnych, będąc jednocześnie na czasie względem rewolucji seksualnej lat 60. Taki charakter ma cała masa wierszy i piosenek z The End, Do It, Shaman’s Blues i improwizowaną wersją Glorii Vana Morrisona na czele. Niektóre z nich zdradzają mizoginizm poety, jak np. poemat Dry water czy przypominający poniekąd twórczość Charlesa Bukowskiego wiersz Curses. Invocations.
Inne z kolei sugerują homoseksualność Morrisona, jak piosenka Hyacynt House. Metafora „Hiacyntowego Domu” nawiązuje do „hiacyntu”, terminu, jakim irlandzki poeta Oscar Wilde określał młodych prostytuujących się chłopców.
Poezja Morrisona jako pierwsza głosiła kult muzyki rockowej (Anatomia rocka, Paris Journal) jako drogi spontanicznego uzewnętrznienia, medium między umysłem a podświadomością. Wiersze te przepełnione są również takimi ideami jak: pacyfizm, nonkonformizm, anarchizm, skrajna niechęć do władzy i polityki. Hasła te, wywiedzione początkowo z ruchu Beat Generation (w którym dorastał Morrison), stały się popularne wśród pokolenia hippisów. Pradoksalnie, sam Jim w swojej twórczości niechętnie i ze sceptycyzmem podchodził do dzieci kwiatów (np. w piosence Five to One).
Poezja Morrisona zdradza wiele analogii z twórczością Arthura Rimbauda. Przejawia się to nie tylko w formie wiersza wolnego, typowym dla francuskiego symbolisty minimalizmie formy, ale również w zainteresowaniu przodkami, pierwotnością oraz prowokacyjnym stosunkiem do religii.
| Zła krew, Arthur Rimbaud | Gdy patrzę za siebie, Jim Morrison                                                           |
| Po galijskich przodkach mam jasnoniebieskie oczy, ciasny umysł i niezręczność w walce (...) Gdybym chociaż miał antenatów w którymś momencie historii Francji. | Jestem Szkotem, przynajmniej tak mi powiedziano. Naprawdę spadkobiercą tajemnicy Chrześcijan |

Stephen Davis, mówiąc o poezji Jima Morrisona, zwykł używać terminu „pogańska Ameryka”. Zamiłowanie do szamanizmu, stanów pierwotnych i pogaństwa wywodzi się bezpośrednio z fascynacji Morrisona Sezonem w piekle Rimbauda. Ważną do odnotowania cechą, która zbliża obu poetów, jest również brutalne obalanie świętości przyjętych w religii chrześcijańskiej.

Nie moge uwierzyć, że ci stanął

Uderza ją delikatnie paskiem krzywiąc usta w uśmiechu (...)

Hiszpanka zaczyna krwawić

Mówi, że okres

Jest jak katolickie niebo

Mam na szyi stary, indiański krucyfiks (...)

Leżę na poplamionych, skopanych prześcieradłach obok

krwawiącej dziewicy

Moglibyśmy kogoś zamordować

Albo ustanowić nową religię

Część spośród wierszy i piosenek Morrisona nawiązywała do kultury hinduskiej, np. Take It As It Comes, utwór dedykowany znajomemu joginowi Maharashiemu. Niewielka ilość pisana była w kontekście historycznym i społeczno-politycznym, np. Unknown Soldier nawiązywał do wojny w Wietnamie, a Peace Frog opowiada o zamieszkach w Chicago w 1968, które stoczyły się między demonstrantami partii demokratycznej a policją ówczesnego burmistrza, Richarda Daleya.
Morrison był również współtwórcą wiersza wolnego opartego na luźnych projekcjach skojarzeń, nie opartego na żadnym konkretnym temacie. Taki charakter miał choćby poemat Władcy czy wspomniany wyżej Dry water, którego styl sygnalizuje już sam tytuł (dry to w literaturze amerykańskiej potoczne określenie „poematu suchego”, pisanego bez określonego wcześniej zamysłu; water sugeruje strumień świadomości).

#### Wiersze amerykańskie
Wczesny etap twórczości Morrisona, który można nazwać amerykańskim (ze względu na miejsce powstawania wierszy) uderza mrocznym, żywiołowym obrazowaniem. Przeważają zdania eliptyczne czy wręcz tylko pojedyncze słowa jako kompozycja poszczególnych wersów oraz Rimbaudowska technika montażu. Autor nie stroni w nich od wulgaryzmów; najczęściej pojawiającym się tematem jest okrucieństwo, agresja oraz napięcie seksualne. Włodzimierz Szturc zwraca uwagę na prowokatywny ton tych wierszy; w Heroicznej zoomorfii pisze:

Nie kompleks Edypa, lecz użycie go w charakterze prowokacji było dla Morrisona ważne. Jego poezja jest w ogóle prowokacją, mimo piękności i prawdziwego liryzmu. Ta prowokacja ma charakter spirali naprężanej heroiną

Etap amerykański poezji Morrisona ściśle związany jest z jego karierą muzyczną w latach 1967–1971. Stanowił on próbę otworzenia Drzwi percepcji, podobnie jak występy sceniczne The Doors korzystał z poetyki krzyku, ekspresjonistycznych środków wyrazu ciągniętych do skrajności, jambicznego rytmu.

#### Wiersze paryskie
Okres paryski twórczości Morrisona otwiera jego ucieczka do Paryża w 1971 oraz odejście od kariery muzycznej. Powstały wówczas takie utwory jak As I Look Back, Paris Journal czy Tape Noon. Wiersze te, w przeciwieństwie do powstałych w okresie amerykańskim, zachowują spokojny, melancholijny ton. Silnie nasycone są wątkami autobiograficznymi, stanowią próbę wejrzenia autora we wcześniejszy, dionizyjski etap swojej twórczości; są rozrachunkiem z próby otwierania Drzwi percepcji.

### WładcyiNowe stworzenia
Poemat Władcy wydany w 1969 powstawał jeszcze w czasie studiów Morrisona na wydziale filmowym na UCLA w Los Angeles. Jak sugeruje podtytuł: na utwór ten składają się Zapiski wizji; w rzeczy samej Władcy są raczej zbiorem luźnych poetyckich notatek (pisanych zarówno wierszem, jak i prozą poetycką), obserwacji, skupionych wokół tej samej idei, która stanowi o całości. Obok odprysków poezji pojawiają się zatem również eseistycznie skomponowane notatki na temat szamanizmu, teatru, prostytucji w starożytnym Rzymie, systemu prawnego w carskiej Rosji, psychologii tłumu oraz alchemii. Autor często korzysta tu ze specyfiki formy cut up, collage’u, komiksu oraz scenariusza filmowego. Głównym tematem dzieła jest współczesny świat widziany jako nowoczesna „wersja” Sodomy i Gomory; władza obrazu filmowego, zbiorowa manipulacja, chęć zabijania i zaspokajania popędu seksualnego. Stale przewijają się tu metafory psychicznego koła, kamery jako wszechwiedzącego boga, ryb jasnikiowych uwięzionych w łonie, męskich genitalii jako małych twarzy. Autor wiele uwagi poświęca Voyeuryzmowi, dochodząc do wniosku, że ten rodzaj parafilii jest od narodzin wpisany w naturę każdego człowieka, co widoczne jest zwłaszcza u ludzi XX wieku.
Pod względem kompozycji, bardziej klarownie prezentuje się drugi poemat Morrisona, Nowe stworzenia; podzielony bowiem został na rozdziały, uwidoczniony został związek przyczynowo-skutkowy między poszczególnymi partiami utworu oraz dokładnie zarysowany początek i koniec. Włodzimierz Szturc nazwał go „podręcznikiem” nowego świata, świata cierpienia. Nowe stworzenia mają charakter zdecydowanie katastroficzny, jak zauważają Jerry Hopkins i Danny Sugerman, dzieło oparte jest na wizjach konfliktów seksualnych, przeplatanych obrazami cierpienia i śmierci. Są tam zabójstwa i lincze, trzęsienia ziemi i dzieci-upiory, owrzodzenia jamy ustnej i rzeżączka, węże-korzenie zła, ludzie tańczący na pokruszonych kościach, rabunki, zamieszki i artyści w piekle. Widać tu wpływy tzw. Mrocznego Romantyzmu (Dark Romanticism), twórczością markiza de Sade’a, Thomasa Stearnsa Eliota („ziemia jałowa”), Hienorina Boscha i Howarda Phillipsa Lovecrafta. Nowe stworzenia kończy wizja świata po Apokalipsie.
Włodzimierz Szturc specyfikę poetyki Nowych stworzeń określił jako heroiczną zoomorfię. Zdaniem polskiego historyka literatury, alternatywne zwierzęta tworzące mitologię Nowych Stworzeń należą do pramaterii, uosabiają pierwotność ludzkich charakterów i namiętności, stają się siłą Mater Tellus (Matki Ziemi) i jednocześnie vaginą dentatą świata pożerającego własne płody.

### Amerykańska modlitwa
Amerykańska modlitwa była ostatnim poetyckim dziełem Morrisona, które ukazało się drukiem za jego życia. Zbiór ten opublikowało w 1970 mało renomowane wydawnictwo Western Lithographers w nakładzie zaledwie 500 egzemplarzy. W 1978 utwór wyszedł w formie nagranych na krążku CD odautorskich recytacji składających się na zbiór wierszy, uzupełnionych delikatnym jazzowym podkładem.
Amerykańskiej modlitwie najbliżej ze wszystkich dzieł Morrisona do poezji konfesyjnej; autor dzieli się bardzo osobistymi wyznaniami, patrzy wstecz, reinterpretuje siebie, ocenia przeszłość przybierając wszystkie swoje dotychczasowe autokreacje i wcielenia (poety, wokalisty, buntownika). Zbiór jest również próbą zmierzenia się z mitem Jima Morrisona, który utrwalił się w zbiorowej świadomości odbiorców jego poetyckiego oraz osobistego przekazu.

### Koncepcja „teatru rockowego”
Na powstanie koncepcji wystąpienia scenicznego, którą Morrison w późniejszym czasie nazwał „teatrem rockowym”, szczególny wpływ miały teorie psychologii tłumu. Pierwszym teoretykiem, do jakiego odniósł się poeta był surrealista Antonin Artaud. W jednym ze swoich głównych dzieł, Teatr i jego sobowtór, Artaud nakreślił paralelę między epidemią dżumy a przedstawieniem teatralnym. Zdaniem francuskiego poety spektakl posiada działanie oczyszczające (katharsis), podobnie jak wielka zaraza „oczyszcza rodzaj ludzki”. Ważnym elementem w całej koncepcji jest „przebudzenie”. Morrison występując na scenie często poprzedzał wykonywanie swoich piosenek wykrzykiwanym apelem: „Wake up!” (Przebudźcie się). W wywiadzie udzielonym w 1969 na temat The Doors Jim uzupełnił esej Artauda słowami:

Z perspektywy historycznej będzie to pewnie wyglądało jak okres trubadurów we Francji. Jestem pewien, że będzie się to wydawać czymś niezwykle romantycznym. Myślę, że spodobamy się przyszłym ludziom, bo tyle rzeczy się zmienia, a my naprawdę uczestniczymy z entuzjazmem w tych zmianach (...) jak to, co zdarzyło się w Europie po zakończeniu wielkiej epidemii, która zdziesiątkowała ludność tego kontynentu. Gdy zaraza ustąpiła, ludzie tańczyli, ubierali się w kolorowe stroje. Było to coś w rodzaju niewiarygodnej wiosny

### Elementy autobiograficzne w poezji Morrisona
Wczesne wiersze Morrisona powstawały w bezpośredniej inspiracji realnymi zdarzeniami czy też osobami. W ten sposób masakra Indian, którą Jim widział jako dziecko, w 1947, znalazła przełożenie na wiele późniejszych fragmentów poezji, z których najbardziej znanym jest sentencja:

Indianie rozsypani na autostradzie świtu,
duchy gromadzą się w kruchym jak skorupka umyśle dziecka

Dwuwiersz ten przewija się jako dygresja przez wiele piosenek i wierszy, np. Peace Frog, Dawn’s Highway i Ghost Song (z poematu An American Prayer).
Jeden z pierwszych poetyckich zapisków zdradzających autobiograficzny (lecz jednocześnie skłonny do fantazji i sakralizacji) charakter tej twórczości jest również opis przyjaciela Jima z lat studenckich, Felixa Venable’a:

Oglądacz to mroczny komediant. Jest odrażający w swej ciemnej anonimowości, w utajonej agresji

Przez wiersze z lat późniejszych często przewija się symboliczna postać Autostopowicza. Pomijając jej dosłowną interpretację, można stwierdzić, że wywiedziona ona została z młodzieńczych fascynacji Jima włóczęgostwem i podróżowaniem na gapę. W kwietniu 1963 Jim razem ze swoim przyjacielem Brianem Gatesem zaplanowali autostopową wyprawę do Kalifornii, w której przypadkowo dali się podwieźć dwóm uciekinierom z meksykańskiego więzienia, skazanym za zabójstwo. Przygoda ta stała się później inspiracją do napisanej w 1971 piosenki Riders On the Storm, w której słyszymy min.: There’s a killer on the road.
- As I look back
- Roadhouse Blues
- Love Street, piosenka odnosi się do domu na Rothdell Trail (Laurel Canyon w Kalifornii), w którym w 1967 Jim zamieszkał ze swoją dziewczyną, Pamelą Courson[27]. Rothdell Trail była uważana wówczas przez Jima i Pamelę za ulicę miłości, ponieważ oboje zwykli spędzać wolny czas godzinami spoglądając z balkonu na przechodzące dołem pary.

## Poetycka autokreacja Morrisona
Jim Morrison, zafascynowany wizerunkiem Aleksandra Wielkiego z Żywotów sławnych mężów Plutarcha, w późniejszym czasie często przybierał pozę króla Macedonii. W ten sposób przejął jego „zwyczaj lekkiego pochylania głowy na lewe ramię”, styl uczesania oraz „monumentalny” sposób scenicznej recytacji.
Morrison często w swojej twórczości dopuszczał się do autokreacji trudnej do zdefiniowania postaci Króla Jaszczurów. Jeżeli jego wiersze ze wszystkich okresów twórczości da się połączyć jednym stałym motywem, to jest to nagminne przywoływanie obrazów gadów, węży i pustynnych jaszczurek. Jak mówił autor:

Nie zapominajmy, że jaszczur i wąż identyfikowane są z tym, co nieświadome, a także z siłami zła. Jest coś takiego głęboko w pokładach ludzkiej pamięci, co zbliża nas do węży. Nawet, jeżeli nigdy nie widziało się węża. Myślę, że te stworzenia są wcieleniem naszych lęków

Najpełniejszy bodaj wyraz takiego potraktowania symboliki Jaszczura daje piosenka Not to Touch the Earth, przez prowokacyjne i pełne ekspresjonistycznego krzyku obrazy mówiąca o źródłach zła, władzy i dewiacji, zakończona manifestem: I am a Lizard King, I can do anything. Jednocześnie poeta zaznaczał:

To był w całości żart. Być może ludzie nie zrozumieli mnie, ale tego nie powinno się brać poważnie. Jeżeli grasz w westernie w roli czarnego charakteru, nie znaczy to wcale, że nim jesteś. To tylko maska wkładana na czas przedstawienia. Naprawdę, nie traktuję tego serio. Przecież było w tym tyle ironii.

W późniejszym czasie Morrison nazywał siebie Panem Charyzmą oraz Panem Mojo Risin’ (anagram własnego nazwiska), które wyraźniej podkreślały ironiczny stosunek do swoich autokreacji.
Zmieniające się z biegiem lat autokreacje Morrisona łączył motyw Podrzutka (Changeling) z piosenki o tym samym tytule z płyty L.A. Woman z 1971. Utwór niesie bowiem dość jasną deklarację: „Jestem podrzutkiem, patrzcie jak się zmieniam” (I’m a changeling, see me change), staje się manifestem poprzednich wcieleń poety.

### Jim Morrison a Friedrich Nietzsche
Współcześnie popularne stało się zdanie Raya Manzarka, iż „to Friedrich Nietzsche zabił Jima Morrisona”. Współcześni biografowie poety dochodzą do wspólnego wniosku, iż radykalne poglądy niemieckiego filozofa znalazły się w centrum światopoglądu Morrisona oraz stały się przyczyną jego autodestrukcji.

## Wpływy i inspiracje
Wśród lektur Morrisona, które ukształtowały światopogląd i styl poety (oprócz wyżej wymienionych), najważniejsze to: dzieła Balzaka, Cocteau’a, Moliera, W drodze Kerouaca, wiersze Ginsberga, Shelleya, Złota Gałąź Frazera, Żywoty równoległe Plutarcha, Hauspostille Brechta, Dumbwaiter Harolda Pintera, Bohater o tysiącu twarzy Josepha Campbella. Osobowość Jima, zarówno jako poety, jak i gwiazdora rockowego, silnie odwoływała się często także do życia i twórczości Oscara Wilde’a, dandysa, prowokatora, skandalisty i ofiary purytańskiej ksenofobii.

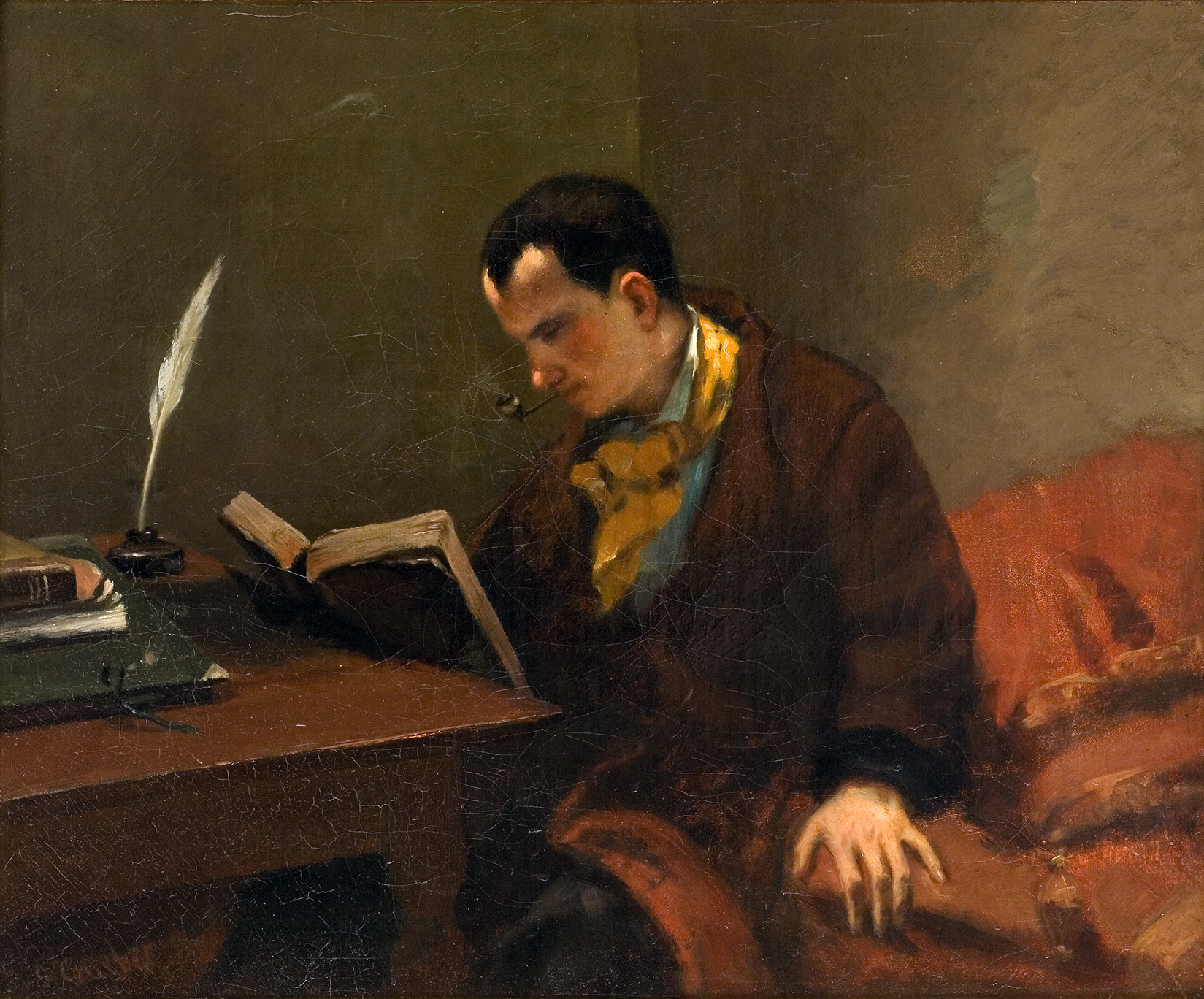
Charles Baudelaire na płótnie Gustave Courbeta. Morrison hołdował życiu na granicy, znanym z biografii poetów przeklętych. Łączyło go z nimi również zamiłowanie do alkoholu, narkotyków i ulicznej egzystencji, pesymizm poznawczy, fascynacja złem, immoralizmem oraz swoboda seksualna

Inną fascynacją Jima, która w znaczącym stopniu wpłynęła na jego późniejszą twórczość, była psychologia tłumu, często wykorzystywana przez niego podczas swoich wystąpień scenicznych oraz w budowaniu swojej koncepcji teatru rockowego.
Oryginalna metaforyka Morrisona wyniesiona została z życia; jej budulcem były strzępki zasłyszanych rozmów, autentyczne miejsca i zdarzenia. Tytuł piosenki When The Music’s Over powstał kiedy Morrison usłyszał od pewnego barmana: „kiedy muzyka się skończy, zgaście światła”, metafora I wanna to hear the scream of the butterfly inspirowana została tytułem japońskiego filmu pornograficznego The scream of the Butterfly, a Soul Kitchen to jednocześnie nazwa pewnej restauracji w Venice. Choć źródła inspiracji były w tym przypadku dość błahe, ładunek intelektualny metafor nie miał z nimi żadnego związku.
Jima od najmłodszych lat fascynowała literatura Ginsberga, Walta Whitmana, Rimbauda, Charles’a Baudelaire’a, Dylana Thomasa i Brendana Behana, Edgara Allana Poego czy Williama Blake’a. Morrison często bywał w latach późniejszych porównywany właśnie do Poego. Magazyn Vogue z 15 listopada 1967 napisał wręcz:

Jego utwory są tajemnicze i pełne grozy, nasycone symboliką przejętą od Freuda, poetyckie, nie zaś po prostu ładne, pełne odniesień do erotyki, śmierci, transcendencji... Jim Morrison pisze tak, jak gdyby Edgar Allan Poe powrócił na świat pod postacią hipisa.

Poezję Jima Morrisona często porównywano również do XVII wiecznego teatru elżbietańskiego, antycznej poezji rzymskiej, utworów Johna Keatsa oraz Percy’ego Bysshe Shelleya.
Wiele spośród znanych piosenek Morrisona inspirowało się konkretnymi dziełami literackimi, psychologicznymi, filozoficznymi, a nawet dziełami sztuki (zwłaszcza obrazami Hieronima Boscha):
- End of the Night (Kres nocy), piosenka inspirowana słynną powieścią Podróż do kresu nocy (Voyage au Bout de la Nuit) Louisa-Ferdinanda Céline’a oraz wierszem Williama Blake’a Auguries of Innocence,
- The End jest właściwie reinterpretacją Króla Edypa i Antygony Sofoklesa, w której antyczny mit i motyw kompleksu Edypa jest kosmogonicznie powiązany z wizją upadku ludzkości,
- Riders On the Storm nawiązuje do wiersza André Bretona Chevaliers de l’Ouragan (Jeźdźcy Huraganu) oraz twórczości innego surrealisty – Aimé Césairea,
- The Spy, wers „to ja szpieg w domu, w którym mieszka miłość” zapożyczony został od tytułu powieści Anaïs Nin, The Spy in the House of Love
- Not To Touch The Earth, fraza z piosenki: Not to touch the Earth, not to see the Sun pochodzi z książki Jamesa Frazera Złota Gałąź,
- My Wild Love i Wild Child łączą motywy z tradycyjnych pieśni północnoamerykańskich Indian z poematem Arthura Rimbauda Sezon w piekle,
- The Ghost Song, piosenka inspirowana tradycyjną pieśnią rdzennych mieszkańców Północnej Ameryki – The Ghost Dance,
- Moonlight Drive, piosenka inspirowana wierszami Williama Wordswortha i poematem prozą Charles’a Baudelaire’a Du Vin et du Haschisch compares.
- wiersz Coda Queen imituje ciąg wolnych skojarzeń (strumień świadomości), zaczerpniętych, zarówno formą, jak i treścią, z jednej z ważnych powieści młodości Morrisona – Ulisses Jamesa Joyce’a.
- Universal Mind, piosenka inspirowana teoriami Fryderyka Nietzschego na temat „Wszechogarniającego Rozumu” oraz dionizyjskiej i appolińskiej natury człowieka
- Been Down So Long, taki sam tytuł miała powieść Richarda Fariñy, którą Morrison czytał w młodości

## Przekłady
Na język polski wiersze Morrisona tłumaczył Artur Brodowicz, natomiast teksty piosenek – Jędrzej Polak, Tomasz Beksiński i Marcin Zgaiński. Twórczość literacka Jima Morrisona w polskim przekładzie zawiera się w tomach:
- The Doors. Antologia tekstów i przekładów, tłum. Jędrzej Polak Poznań 1991.
- Władcy. Nowe Stworzenia, tłum. Artur Brodowicz, Kraków 1993
- Dzikie pustkowie, tłum. Artur Brodowicz, Kraków 1994
- Amerykańska noc, tłum. Artur Brodowicz, Kraków 1999

## Utwory
- The Lords (Władcy, 1969)
- The New Creatures (Nowe stworzenia, 1970)
- An American Prayer (Amerykańska modlitwa, 1970)
  - Paris Journal
  - Notebook poems
  - Poems from Tape Noon
- Poems 1966–1971 (1971)
  - Ode to L.A.
  - Far Arden
  - Jamaica
  - Dry Water
  - The Village Tapes
  - As I look back (Kiedy patrzę za siebie)
  - Other Poems
- The Lords and the New Creatures (Władcy i Nowe Stworzenia, 1971)
- Wilderness (Dzikie pustkowie, 1988)
- The American Night: The Writings of Jim Morrison, vol.1 i vol 2 (Amerykańska noc, 1990–1991)